# Tour Michelet
Tour Michelet, este o clădire de birouri din districtul financiar La Défense din Puteaux, Franța. Zgârie-nori inițial a fost construit în 1985 și avea 127 de metri înălțime.
Acoperă în special compania TotalEnergies.
Când a fost finalizat în 1985, turnul de birouri de 127 de metri înălțime a fost al nouălea cel mai înalt din districtul de afaceri La Défense. Clădirea are 34 de etaje și aproximativ 75.750 de metri pătrați.